# Radiofarmácia
A radiofarmácia é uma área multidisciplinar relacionada diretamente à medicina nuclear, estudando os aspectos farmacológicos, biológicos, químicos e físicos do uso de radionuclídeos e drogas associadas como traçadores tanto na prática da pesquisa quanto na clínica. A associação de um radionuclídeo com uma droga é chamada de radiofármaco. A radiofarmácia desenvolve os fármacos que serão utilizados em medicina nuclear para diagnóstico e dependendo do tipo de emissão pode ser usado nas técnicas de SPECT e PET para a detecção de alguma anomalia fisiológica, diagnóstico de doenças e restabelecimento do câncer.

## Radiofármaco
É um composto radioativo usado para o diagnóstico e tratamento de doenças. Nos radiofármacos usados para o diagnóstico se aproveita as propriedades emissoras dos radioisótopos, que podem ser detectadas remotamente. Quando estes são usados para fins de terapia se aproveita os efeitos  da radiação ionizante em um tecido.

## Classificação dos Radiofármacos
Os radiofármacos são classificados como radionuclídeos primários e compostos marcados. Os radionuclídeos primários são basicamente um radioisótopo. Os compostos marcados são uma combinação de dois componentes: um radionuclídeo e um fármaco ligado ao radionuclídeo, o fármaco cumpre as funções de transporte, já que o radionuclídeo se transfere seletivamente para um tecido compatível com este fármaco.